# Seznam osebnosti iz Občine Polzela
Seznam osebnosti iz občine Polzela vsebuje osebnosti, ki so se tu rodile, delovale ali umrle.

## Gospodarstvo in uprava
- Niko Kač, ekonomist, družbeni in kulturni delavec, častni občan (1944, Polzela –)
- Ljubo Žnidar, inženir gradbeništva, politik, prvi župan občine (1960, Celje –)
- Jože Kužnik, univerzitetni diplomirani inženir teh. prometa, politik, drugi župan občine (1973, Celje –)

## Humanistika in znanost
- Martin Zeichen, izdelovalec orgel (1821, Trbovlje – 1866, Polzela)
- Mihael Levstik, učitelj, sadjar, publicist, oče Vladimirja Levstika (1861, Želimlje – delal v Andražu nad Polzelo – 1939, Celje
- Carl Gustav Swensson (en), švedski pokrajinski arhitekt, ki je načrtoval park okoli gradu Šenek in drugje po Sloveniji (1861, Jönköping (en) – 1910)
- Vladimir Levstik, pisatelj, pesnik in prevajalec (1886, Šmihel nad Mozirjem – odraščal v Andražu nad Polzelo in ga v Gadjem gnezdu tudi tematiziral – 1957, Celje)
- Paul Parin (en), kirurg, psihoanalitik in pisatelj (1916, Polzela – Zürich, 2009)
- Gregor Čremošnik, zgodovinar, jezikoslovec (1890, Ločica ob Savinji – 1958, Ljubljana)
- Meta Rainer, mladinska pesnica, prevajalka in učiteljica (1904, Ptujska Gora – 1995, Polzela)
- Darinka Pavletič Lorenčak, slikarka, častna občanka (1924, Rečica ob Paki – živela na Polzeli – 2010, Celje)
- Neža Maurer, slavistka, pesnica, pisateljica, novinarka, urednica in pedagoginja, častna občanka (1930, Podvin pri Polzeli –)
- Stanko Novak, družbeni in kulturni delavec, malteški vitez, častni občan (1936, Orova vas –)
- Janez Cukjati, zdravnik, družbeni in karitativni delavec, častni občan (1940, Šentgotard – živel in deloval na Polzeli – 2014)
- Konrad Brunšek, sadjar, družbeni in kulturni delavec, častni občan (1942, Andraž nad Polzelo –)

## Religija
- Franc Lekše, jezikoslovec, zgodovinar, duhovnik (1862, Rečica ob Savinji – 1928, Polzela)
- Jože Kovačec, duhovnik, častni občan (1954, Formin –)

## Šolstvo
- Franc Praprotnik, šolnik in sadjar (1849, Andraž nad Polzelo – 1933, Mozirje)
- Pavel Strmšek, prešernoslovec, publicist in šolnik (1891, Kristan Vrh – 1965, Polzela)

## Šport
- Idong Ibok (en), nigerijski košarkar (1985, Lagos – igral pri košarkarskem društvu Hopsi)

- Košarkarsko društvo Hopsi Polzela – člani